# Oreobates zongoensis
Oreobates zongoensis é uma espécie de anfíbio  da família Craugastoridae.
É endémica da Bolívia.
Os seus habitats naturais são: regiões subtropicais ou tropicais húmidas de alta altitude.
Está ameaçada por perda de habitat.